# Sylvilagus dicei
Il silvilago di Dice (Sylvilagus dicei) è un mammifero appartenente alla famiglia dei Leporidi. È diffuso in Costa Rica e a Panama.